# Salbohed
Salbohed est une localité de la commune de Sala dans le comté de Västmanland en Suède.
Sa population était de 239 habitants en 2019.